# Kransbindarvägens radhus

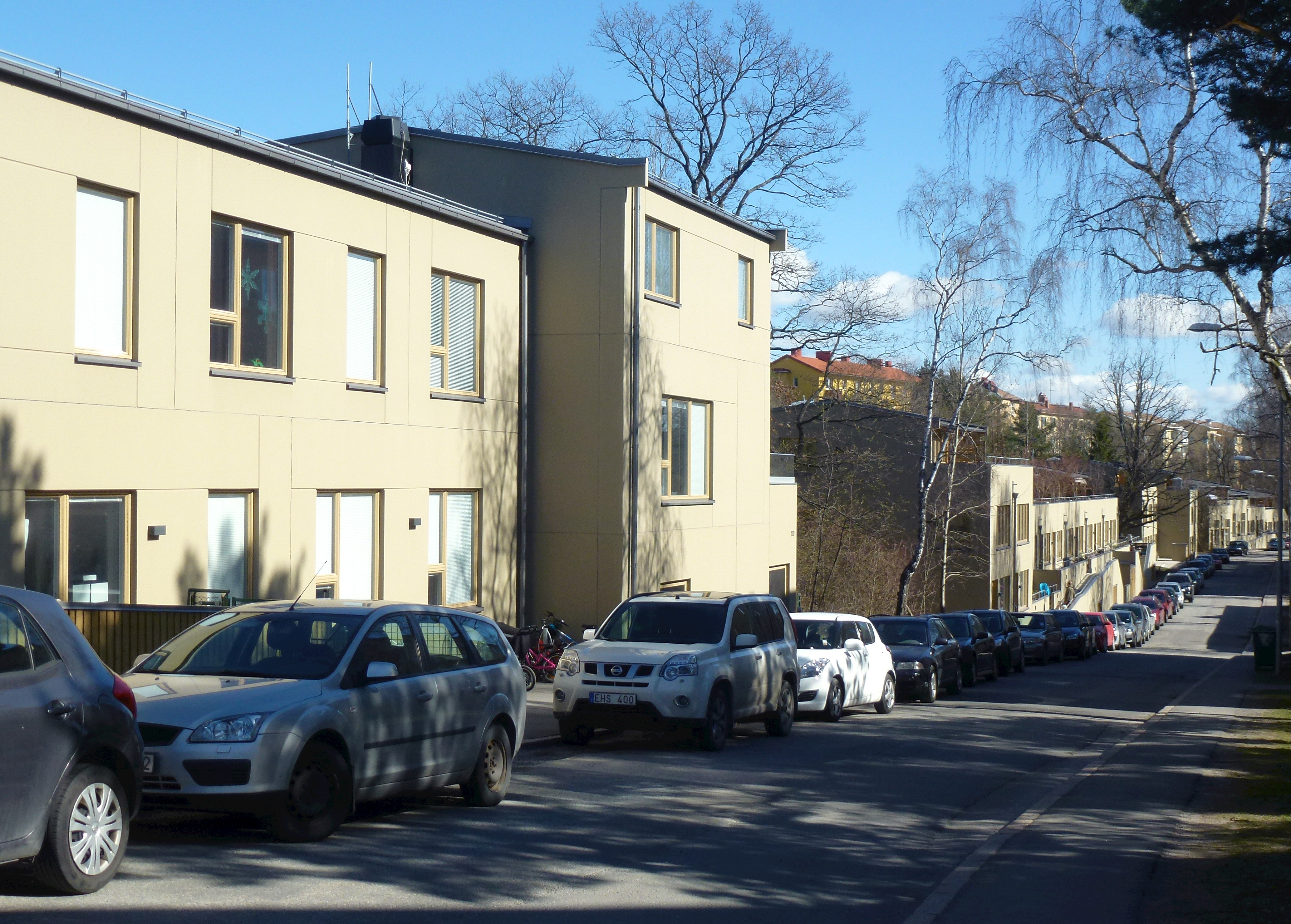
Kransbindarvägens radhusområde och förskola, vy mot öster, april 2015.

Kransbindarvägens radhus är ett nybyggt bostadsområde bestående av 38 så kallade stadsradhus och en förskola beläget längs Kransbindarvägen i Midsommarkransen i södra Stockholm. Området blev inflyttningsklart år 2014 och nominerades till Årets Stockholmsbyggnad 2015.

## Bakgrund

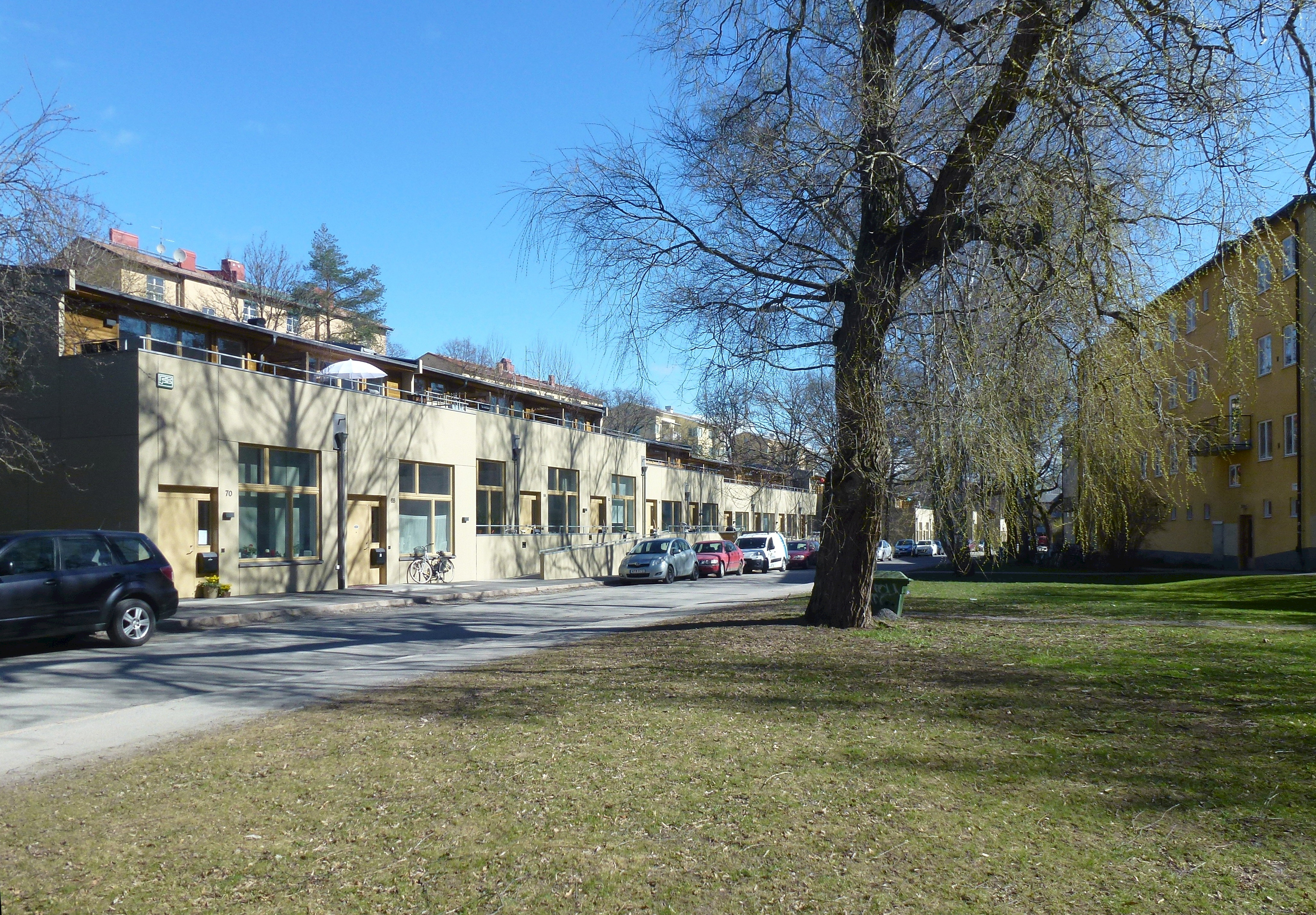
Till vänster radhusområdet, till höger LM-stadens äldre bebyggelse.

Platsen för radhusområdet ligger norr om Kransbindarvägen och var tidigare kraftigt sluttande, tätbevuxen parkmark drygt 400 meter lång och 40 meter bred. Längs södra sidan återfinns LM-staden med flerbostadshus som började uppföras 1938 för arbetare i närbelägna LM Ericssons fabrik, Telefonplan. Husen ritades av arkitekterna Hakon Ahlberg, Sven Backström och Leif Reinius i stilren funktionalism och är idag grönklassade av Stockholms stadsmuseum, vilket innebär att bebyggelsen anses som särskilt värdefull från historisk, kulturhistorisk, miljömässig eller konstnärlig synpunkt.
Marken ägs av Stockholms stad och i enlighet med stadens översiktsplaner ÖP 99 och Promenadstaden, som förordar att ”bygga staden inåt” (förtätning av befintlig bebyggelse), inleddes år 2009 markanvisning till Besqab Projektutveckling AB och AB Familjebostäder.

## Beskrivning

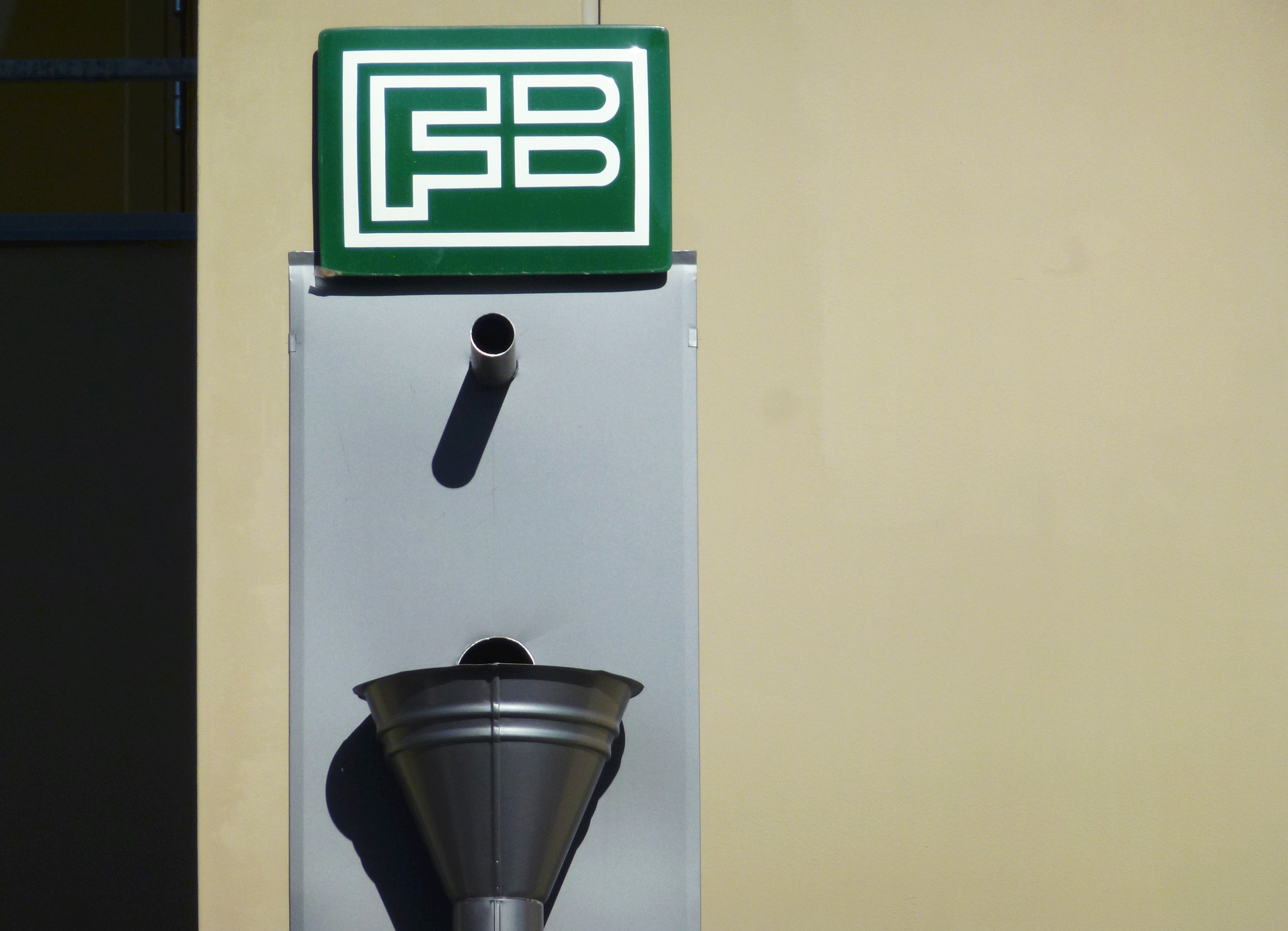
Omsorgsfullt gestaltade vattenutkastare.

Radhuslängan ritades av arkitektkontoret Realarchitektur, genom Petra Petersson och består av 38 radhus som är grupperade i fyra separata längor med mellan fem och elva hus i varje länga. Familjebostäder svarade för 20 hus medan Besqab byggde 18. Utgående från en grundtyp finns här fyra varianter av bostäder med storlek 4-5 rum och kök och mellan 111 m² och 143 m² bostadsyta. Längst i väst anordnades en fristående förskola. Mellan husgrupperna finns mindre grönområden. 
Byggnaderna är mellan två och tre våningar höga, några med indragen övre våning och takterrass. Husen är uppförda i släta betongelement med synliga fogar. Gällande färgsättningen var det ursprungligen meningen att följa de ljusgula och ljusröda färgtoner som återfinns  vid intilliggande husen i LM-staden. Men samtliga 38 radhus samt förskolan fick en enhetlig ljusbeige färgton. Radhusen upplåts som hyresrätt respektive bostadsrätt.
I april 2015 nominerades Kransbindarvägens radhusområde som ett av tio projekt i arkitekturtävlingen Årets Stockholmsbyggnad. I juryn sitter bland andra Stockholms stadsarkitekt Karolina Keyzer som menar: ”Lågmäld och väl inpassad bostadsarkitektur där enkelhet blivit en dygd. Saknar bara den lilla halvprivata kantzonen mellan trottoar och ytterdörr som kunde bidragit till en liten men önskad plats för odling och sittbänk.”

## Bilder

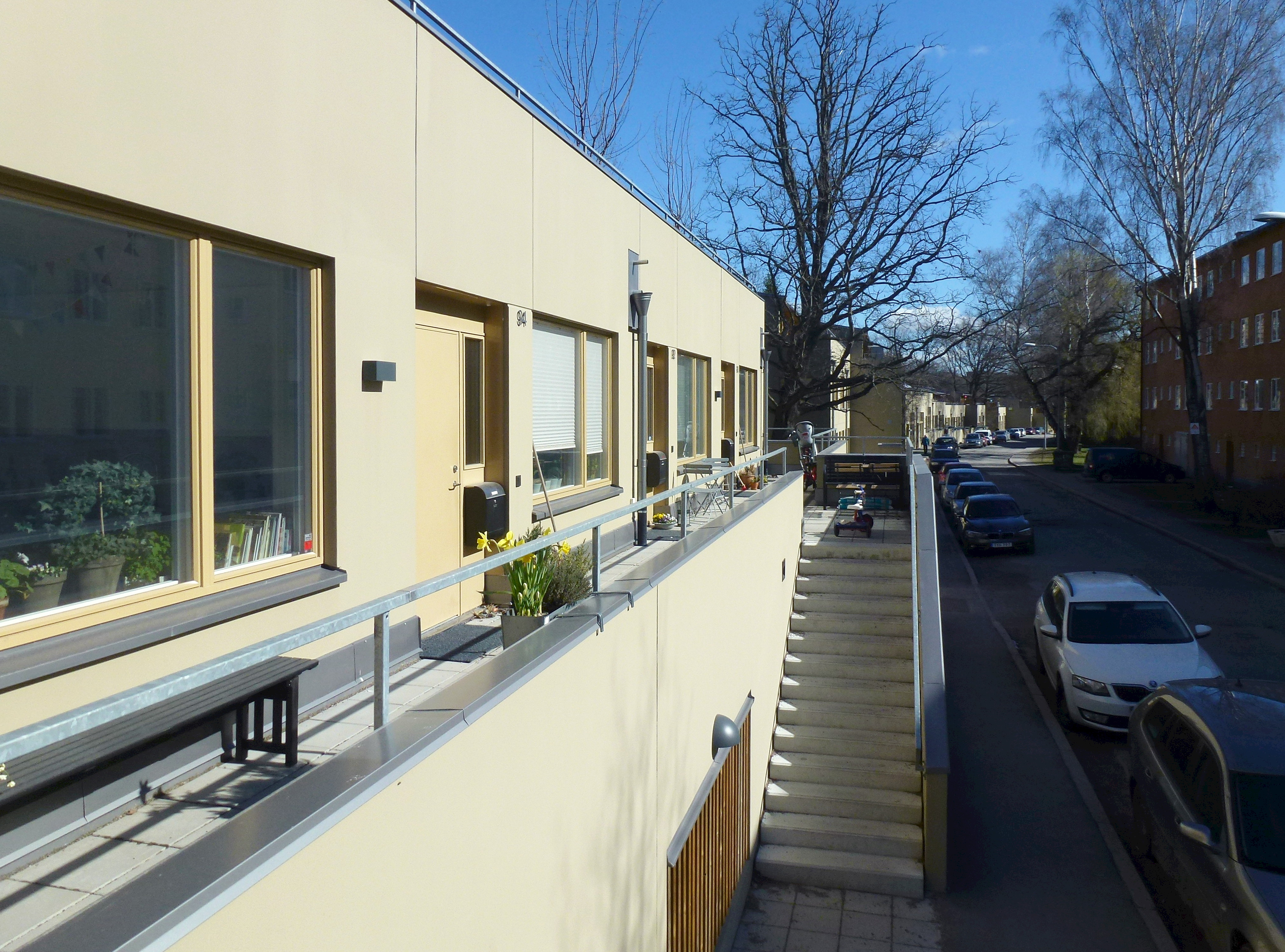
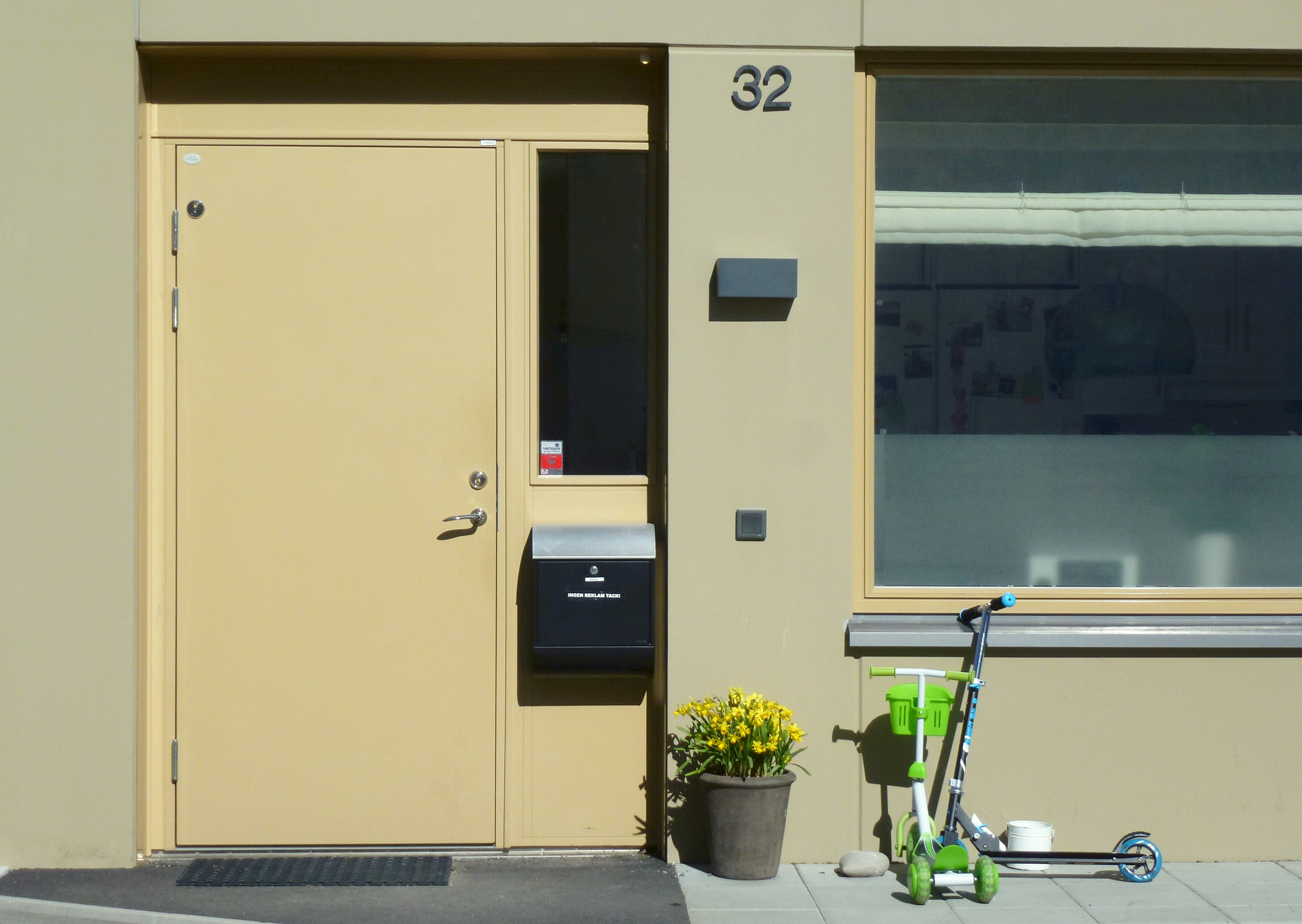
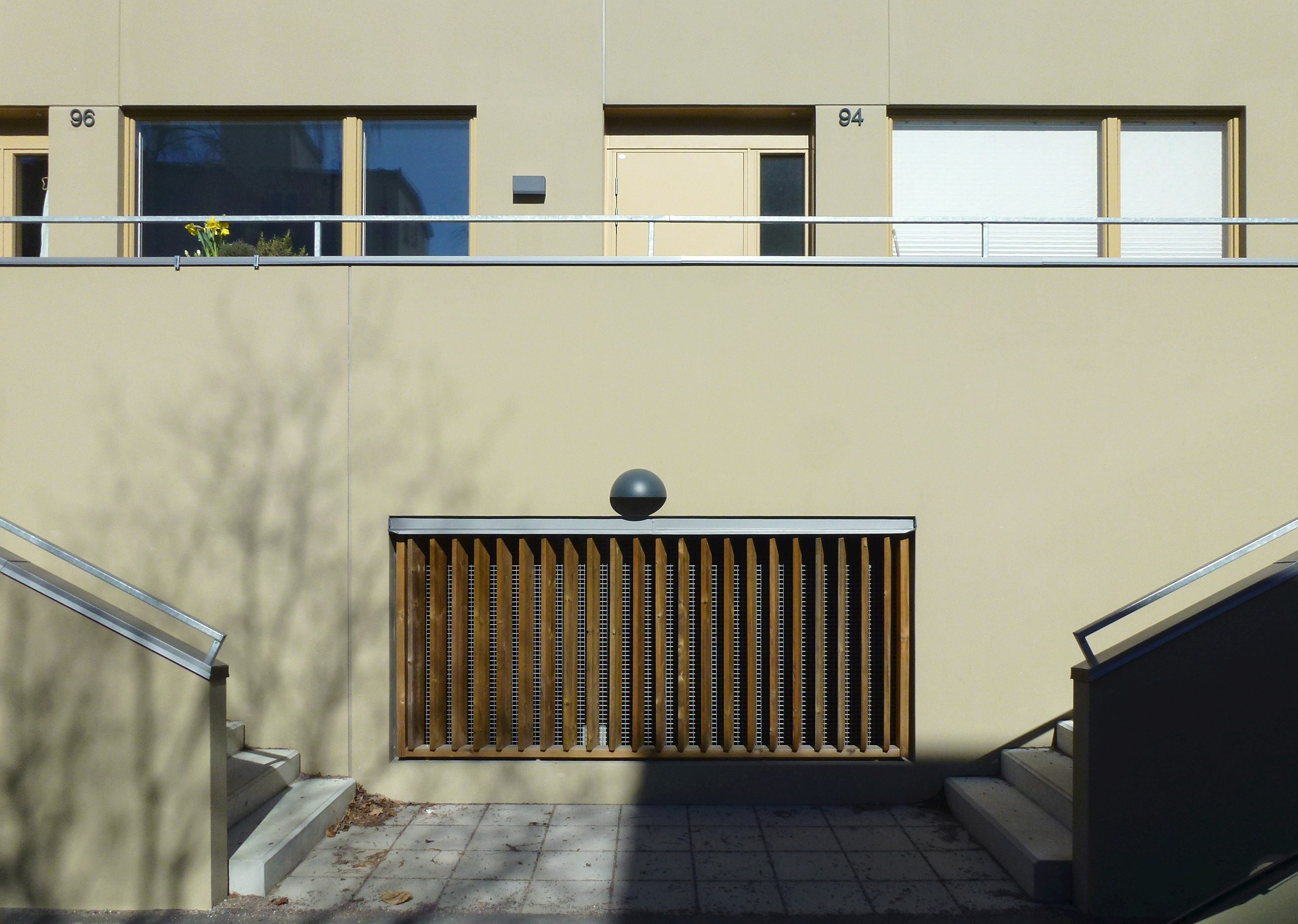
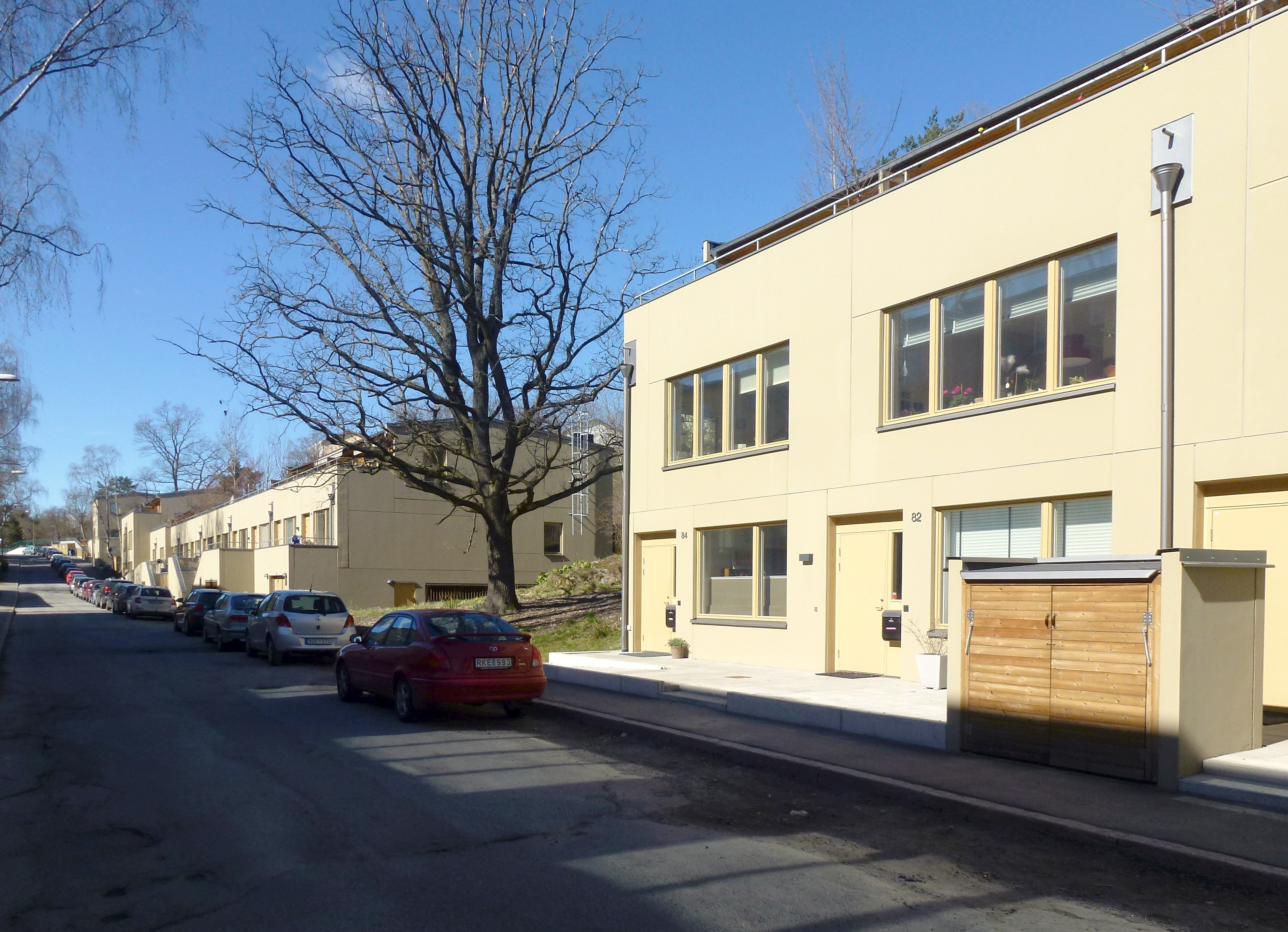